# Răcătău-Răzeși
Răcătău-Răzeși – wieś w Rumunii, w okręgu Bacău, w gminie Horgești. W 2011 roku liczyła 286 mieszkańców.